# Sanbolí
Sanbolí (en rus: Санболи) és un poble (un possiólok) del krai de Khabàrovsk, a Rússia, que el 2012 tenia 1.049 habitants.